# Андалусия
Андалу́си́я, также Андалу́зия (исп. Andalucía [andaluˈθi.a], местн. [andaluˈsi.a], лат. Vandalitia) — автономное сообщество Испании, состоящее из восьми провинций: Альмерии, Кадиса, Кордовы, Гранады, Уэльвы, Хаэна, Малаги и Севильи. Её столицей является Севилья.
Андалусия расположена на юго-западной оконечности Европы, на юге омывается Гибралтарским проливом и Средиземным морем, на западе — Атлантическим океаном и граничит с Португалией. Внутри Испании на севере Андалусия граничит с Эстремадурой и Кастилией-Ла-Манчей, на востоке — с Мурсией.

## Этимология
Название исторической области «Андалусия» происходит от арабского Аль-Андалус (так с 711 по 1492 год мусульманами назывался весь Иберийский полуостров, за исключением Астурии). В ходе Реконкисты христиане использовали это название по отношению к югу полуострова, позже название закрепилось за последней отвоеванной территорией.
Хотя большинством учёных отстаивается версия происхождения названия от слова «вандал» (Вандалусия от лат. Vandalitia), топоним «Аль-Андалус» впервые появился в мусульманской нумизматике после захвата арабами Пиренейского полуострова. Аль-Андалус отождествлялся с Испанией (Hispania), на многочисленных найденных в Андалусии монетах использовались оба термина как равнозначные. Ни одна из предложенных этимологий названия не является доказанной или общепринятой.

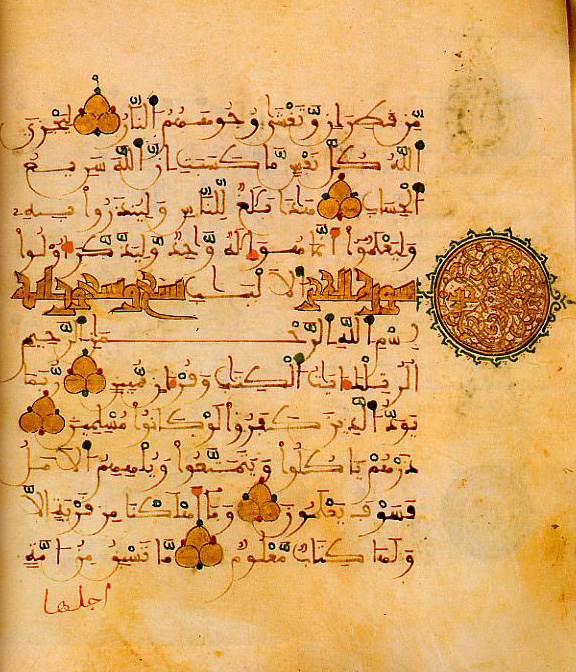
Коран XII века из Аль-Андалуса

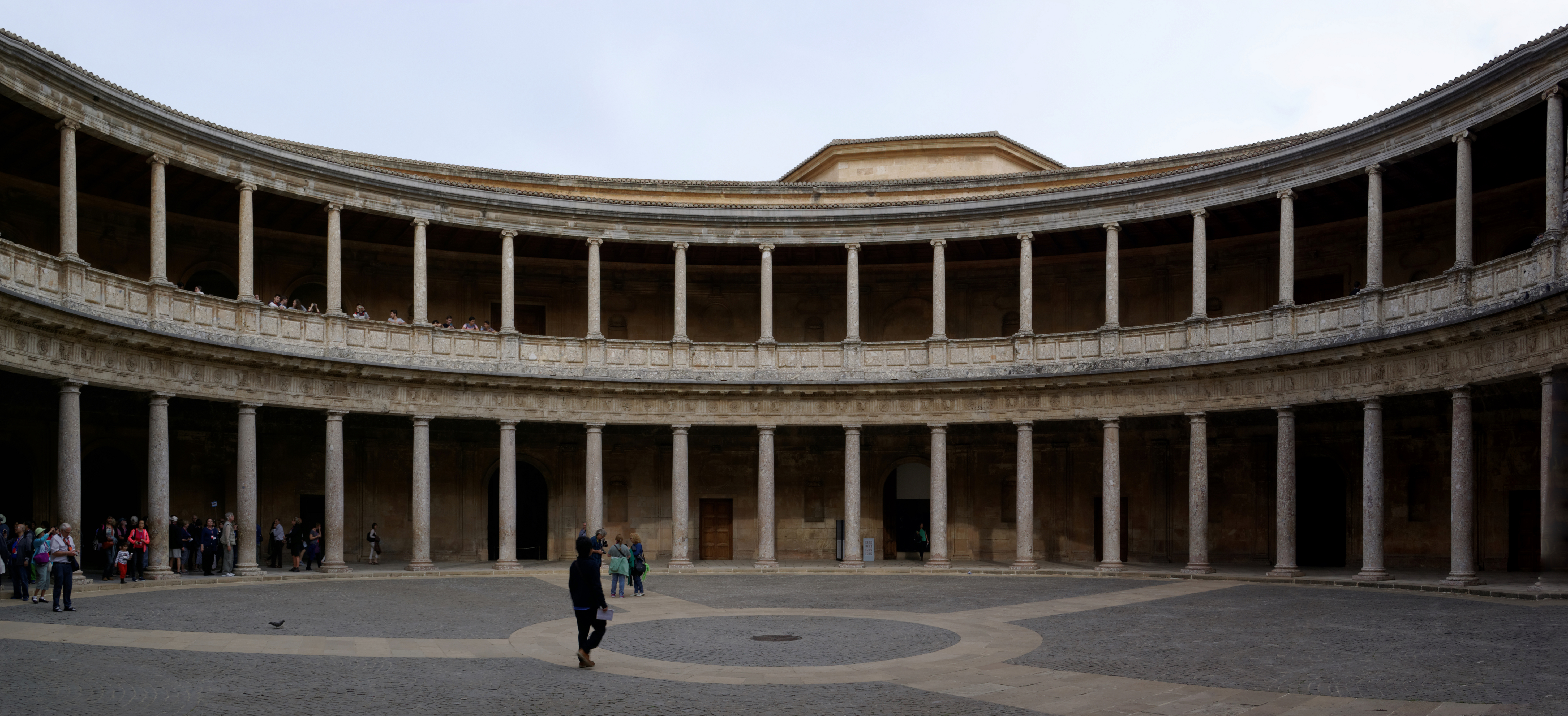
Дворец Карла V в Альгамбре, Гранада

1. Вандалы после короткого пребывания на территории нынешней Андалусии ушли в Северную Африку, захватив побережье Марокко. Местные жители назвали земли, находящиеся на другой стороне пролива, землёй вандалов. В языке, на котором говорили жители захваченных территорий (берберский), генитив образуется прибавлением частицы «у» в начале слова. Слово «вандал» произносилось как «уандал», что вызвало путаницу. Земля вандалов на местном языке называлась «tamort uandalos», что привело к ошибке в понимании фразы как «tamort u-andalos» (земля андалов). Арабы, захватившие земли берберов и Пиренейский полуостров, дали землям, захваченным за проливом, название Аль-Андалус, добавив к берберскому названию частицу аль-.
2. Слово Аль-Андалус является продуктом эволюции «Atlas — Antalas — Andalas — Ándalus», связывая таким образом происхождение названия со знаменитым мифом об Атлантиде, вдохновением которого могла послужить цивилизация тартессов.
3. «Al-Ándalûs» происходит от Landahlauts (произносилось как «ла́ндалос»), германского названия юга Испании, заселённого вестготами. Landahlauts происходит от «Landa» («земля») и «hlauts» («делёж») и означает «разделённая земля».
4. «Al-Ándalûs» происходит от Andalaus (произносилось как «а́ндалос»), германского названия юга Испании, заселённого вестготами. Andalaus происходит от «Anda» («Край») и «-laus» («-без») и означает «бескрайняя».
5. «Ana-dolu» (сравн., например, c тур. Anadolu) — аналогично с «Anatolia» (греч. Ανατολία, происходит от ἀνατολή — «восход (солнца), восток»).

## География
Андалусия является вторым после Кастилии и Леона автономным сообществом Испании по площади и первым по численности населения.

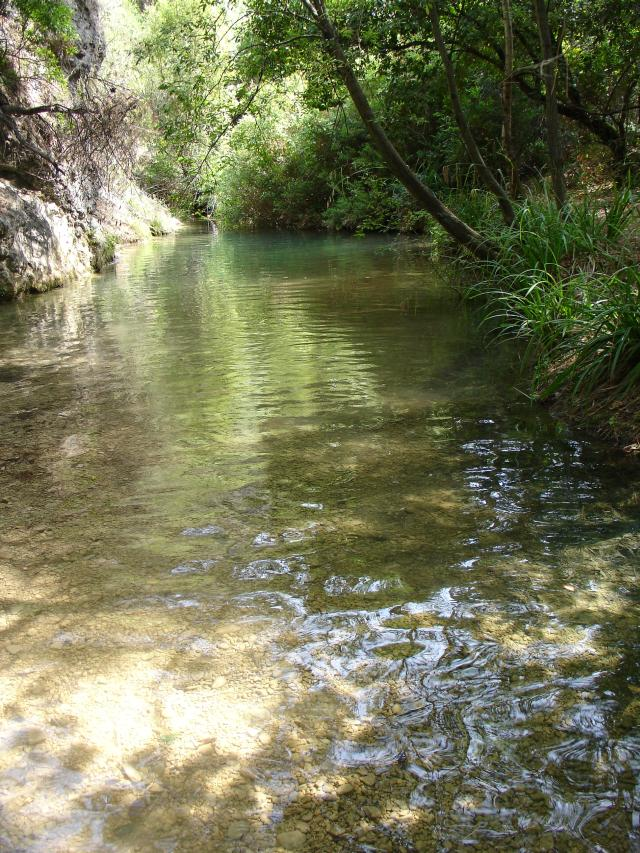
Рио Каньямарес, в Хаэне

### Рельеф
Рельеф Андалусии состоит из трёх основных единиц:
- Сьерра-Морена — естественная граница между кастильской месетой и Андалусией, небольшой высоты: только Сьерра-Мадрона высотой 1324 метра над уровнем моря с высшей точкой (Баньюэла). Внутри этой горной системы выделяется ущелье Деспеньяперрос (Despeñaperros), образующее естественную границу с Кастилией.
- Кордильера-Бетика. Самые высокие точки Андалусии и всего Иберийского полуострова находятся в Сьерра-Неваде — пик Муласен (3478 м) и Велета (3392 м).
- Бассейн Гвадалквивира находится между двумя названными системами.

### Климат
Андалусия находится в центре владений средиземноморского климата (за исключением Гранадской долины).
Количество осадков снижается с запада на восток. Самое дождливое место Андалусии Сьерра-де-Грасалема (2138 мм в год), место с наименьшем количеством осадков в Европе — мыс Гата, находится в Альмерии. Влажная Андалусия совпадает с тремя самыми высокими местностями области, наиболее заметна она в Серрания-де-Ронда и Сьерре-де-Грасалема. Полузасушливая Андалусия представлена большей частью провинции Альмерия и котловиной Гуадикс-Баса.
Дождливых дней в году около 75, в самых засушливых районах — 50. В большей части Западной Андалусии более 300 солнечных дней в году.
Среднегодовая температура 16 °C, но тоже с географическими отклонениями, от 19,4 в Альмерии до 15,1 в Баэсе. Самый холодный месяц — январь (в Гранаде в среднем 6,4 °C), а самый жаркий — август (в Эсихе в среднем 28,5 °C). В горах Гранады и Хаэна регистрируются самые низкие температуры на всём юге Иберийского полуострова. В январе 2005 года температура опустилась до −21 °C в Сантьяго-де-ла-Эспада (Хаэн) и −18 °C в Прадольяно (Гранада).

### Гидрология

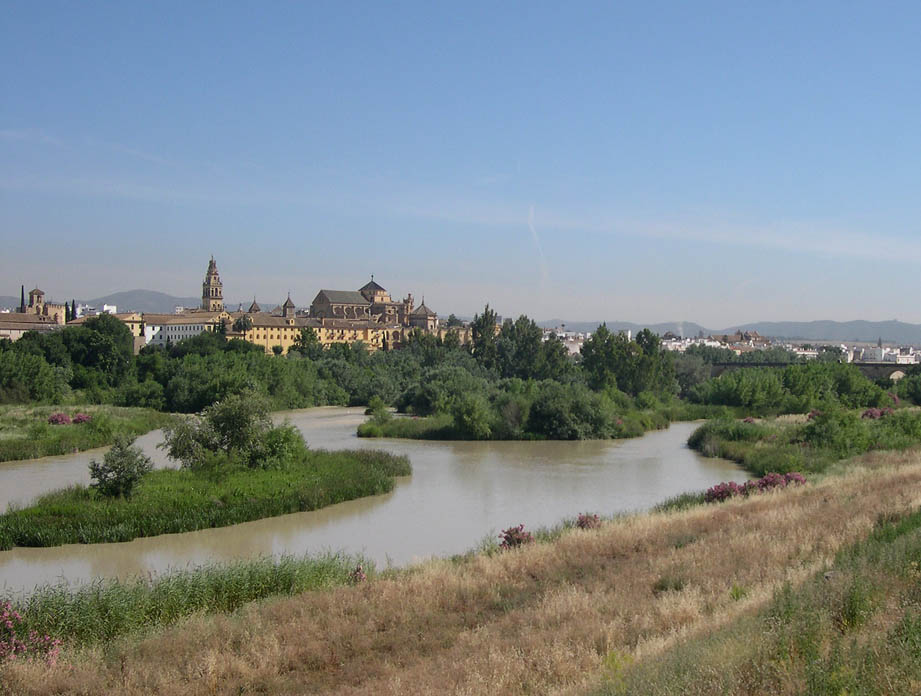
Река Гвадалквивир, Кордова

Андалусия имеет большое гидрологическое разнообразие, её реки относятся к двум разным бассейнам: атлантическому и средиземному.
Важнейшие реки Андалусии, впадающие в Атлантический океан:
- Гвадалквивир — самая длинная река на территории Андалусии (657 км), исток находится в Сьерра-де-Касорла (Хаэн), протекает через Кордову и Севилью и впадает в Кадисский залив у города Сан-Лукар-де-Баррамеда. Важнейшие притоки:
  - Хениль и Малая Гвадиана — левые
  - Гуадалимар, Гуадьято и Бембесар — с правого берега.
- Гвадиана — низовья реки находятся на границе Андалусии и Португалии.
- Одьель.
- Рио-Тинто.
- Гуадалете.
- Барбате.

Относящиеся к средиземноморскому бассейну реки гораздо короче, но и среди них можно выделить
- Гуадьяро,
- Гуадалорсе,
- Гудальфео,
- Андаракс,
- Альмансора.

## Природа
Фауна
Испанская рысь, хамелеон, фламинго, косуля, morito (Plegadis falcinellus), колпица, орёл-могильник, тунец, кабан, meloncillo (Herpestes ichneumon), cañailla (Murex brandaris), олень, генетта (Genetta genetta), коршун, лесная кошка, удод, золотистая щурка, султанка, лысуха, пустельга обыкновенная, дельфин, urta (Pagrus auriga), alimoche (Neophron percnopterus), бородач, cabra montés (Capra pyrenaica), chorlitejo, серая цапля, espulgabuey, grajilla, куропатка, ребристый тритон (Pleurodeles waltl), стриж, cárabo, полосатик, calderón, косатка.
Флора

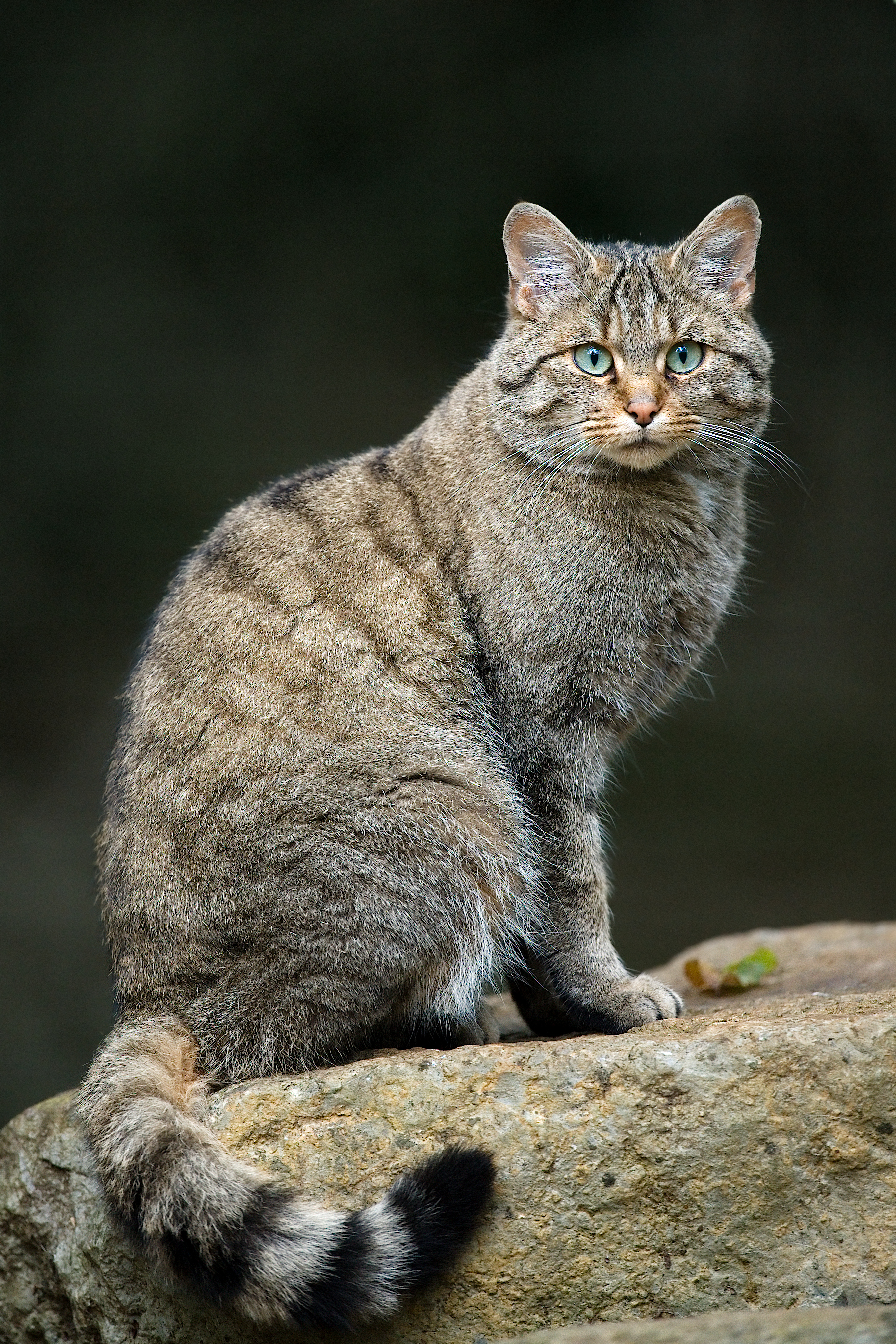
Андалузская лесная кошка

Пихта, alcornoque (Quercus suber), quejigo (Quercus faginea), олива, рожковое дерево, encina (Quercus ilex), retama (Retama sphaerocarpa), олеандр, ладанник, тимьян, tagarnina (Scolymus hispanicus), cardo, сосна, хамеропс низкий, narciso de mar, clemátide, terebinto (Pistacia terebinthus), мастиковое дерево, чабер, rusco, рододендрон, тамариск, jaguarzo, correhuela, cantueso (Lavandula stoechas), мирт, torvisco (Daphne gnidium), asphodelus, Romulea gaditana, Acteaea spicata, albarraz (Delphinium staphisagria), consuelda, agracejo, Ephedra vulgaris, Echium vulgare, alquequenje, beleño, Nigella damascena, календула, tanaceto.

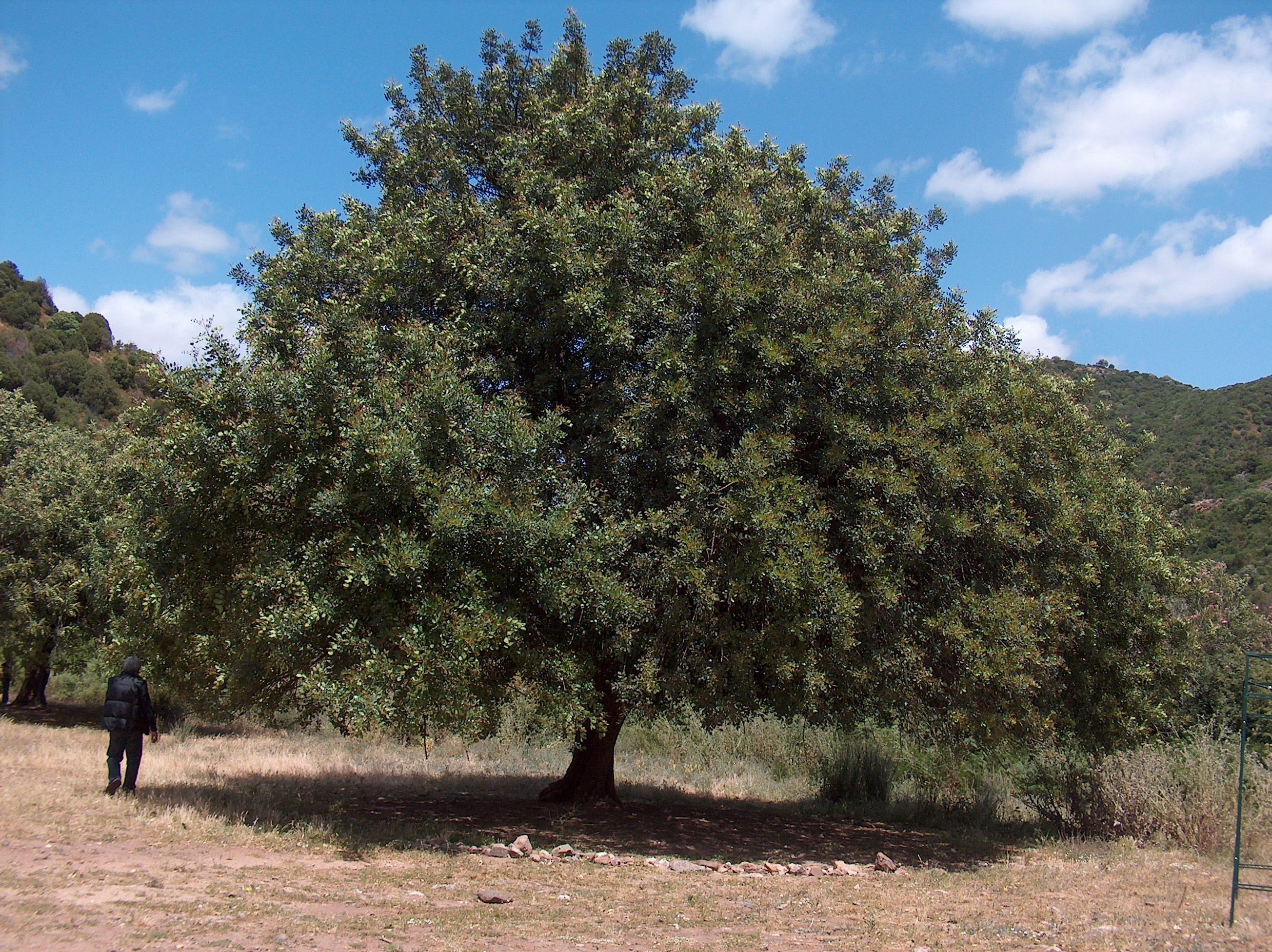
Рожковое дерево

## История

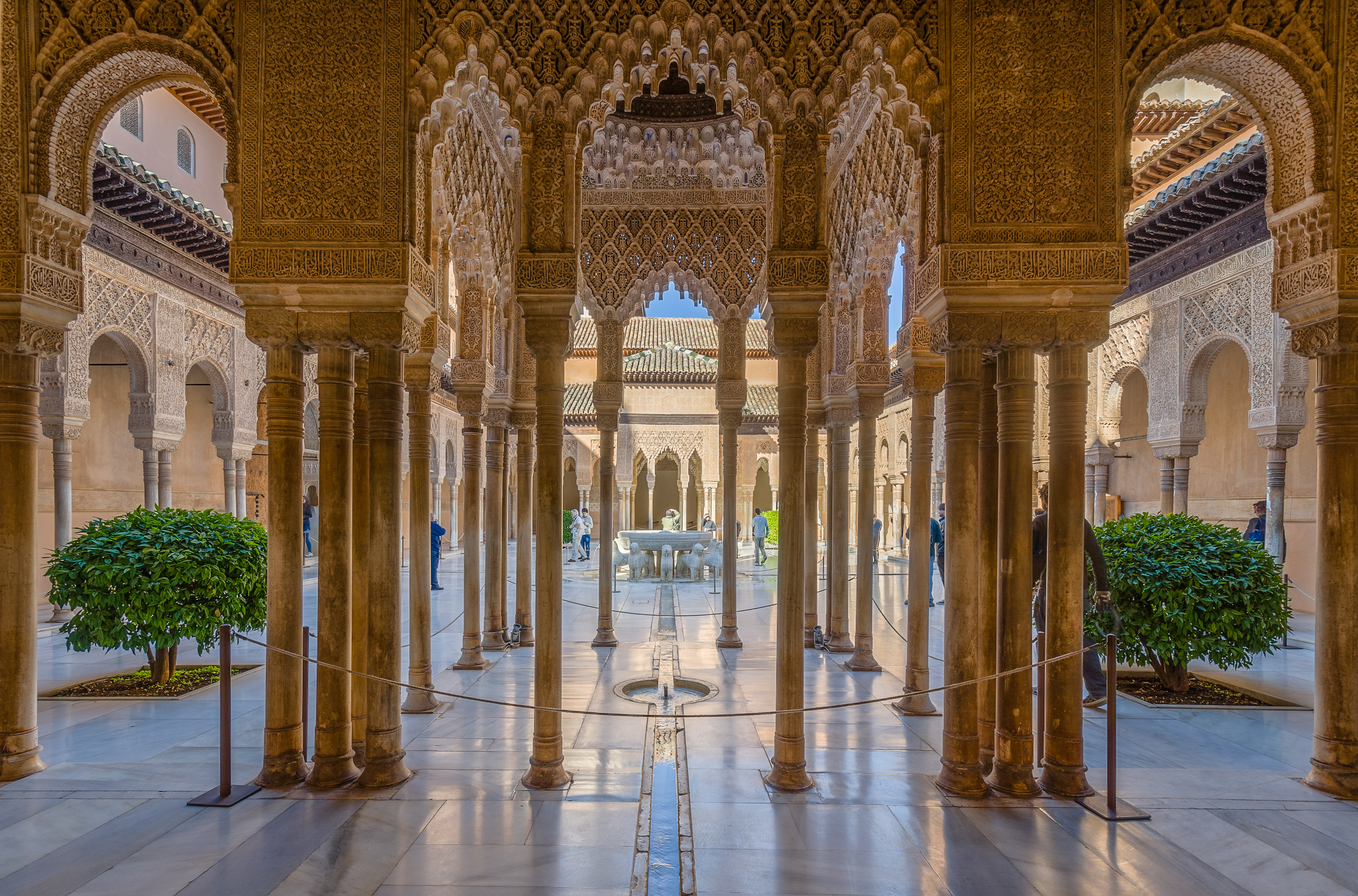
Альгамбра в Гранаде.

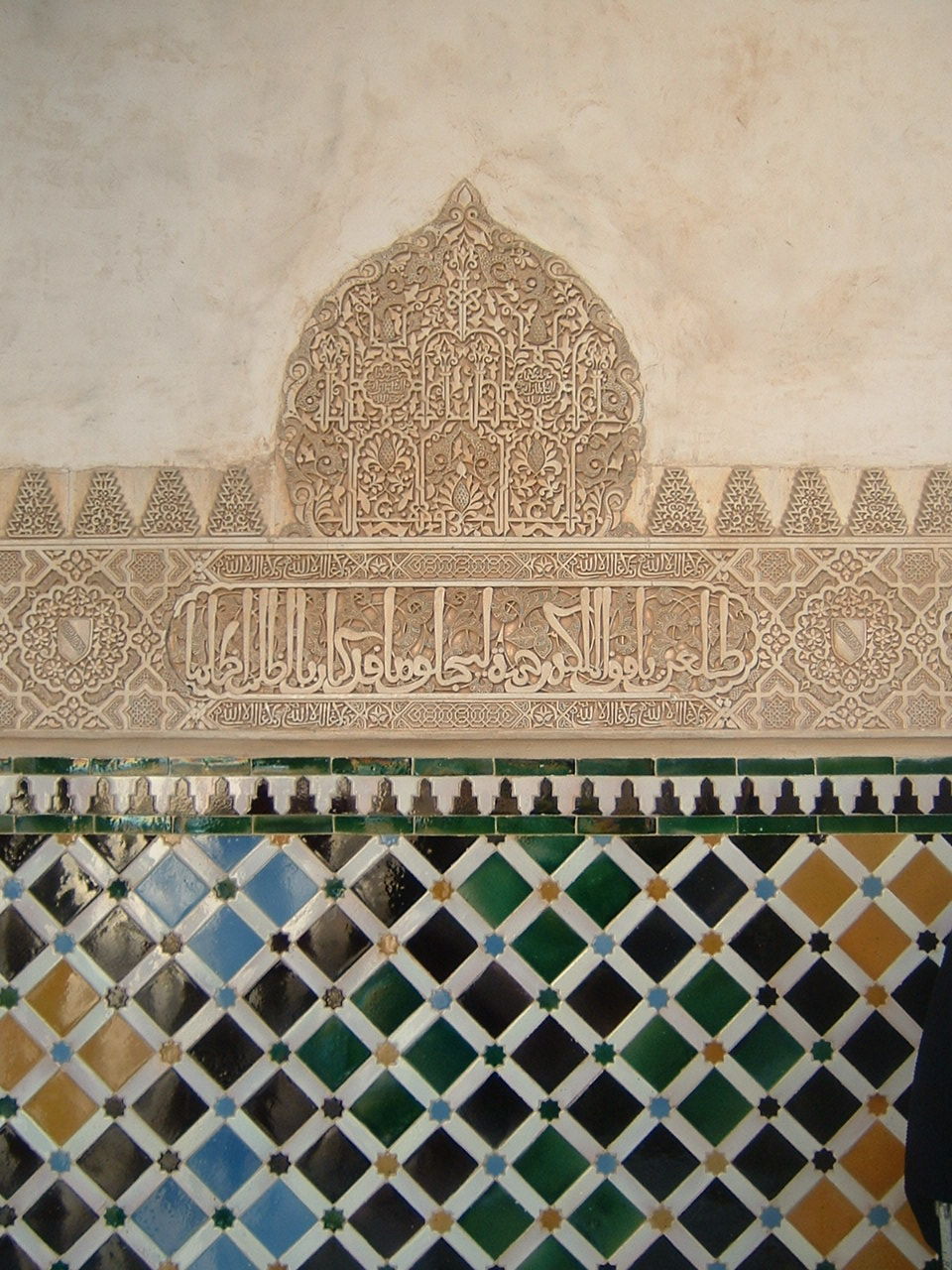
Плитки из Альгамбры.

Аль-Андалус — арабско-исламская цивилизация, существовавшая в VIII—XV веках на Иберийском полуострове. К 713 году мусульмане завоевали почти весь полуостров. В большинстве своём, это завоевание было мирным. Оно достигалось путём соглашений с правителями отдельных областей и городов, которые в обмен за признание себя подданными халифа в Дамаске сохраняли не только земли и имущество, но и возможность по-прежнему исповедовать христианство. Иудеи и христиане, как и всюду в халифате, объявлялись «зимми», то есть покровительствуемыми общинами «людей Писания», которые облагаются налогом джизья. Веротерпимость завоевателей (в отличие от грубости и нетерпимости вестготов) привлекли на их сторону симпатии большинства населения.
Считалось, что арабы назвали завоёванную страну в честь легендарного потомка коранического пророка Нуха (библейского Ноя) — Андалуса ибн Тубала. Более доказательна версия, согласно которой арабы ещё в Магрибе узнали от местных берберов, что за морем есть «страна вандалов» (по-арабски «биляд альвандалус»), так как вандалы в Магриб приходили и владели им из-за Гибралтарского пролива.
Уже в первые десятилетия арабского владычества наблюдался массовый переход населения в ислам. Новообращённые назывались «мусалимами» («замиями, принявшими мир»), их потомки — «мувалладами» (то есть «урождёнными мусульманами»). Ислам принимали торговцы и ремесленники, крестьяне и рабы (в том числе захваченные вестготами в плен иноземцы). Для них это означало личную свободу, получение прав собственности и возможности свободно ею распоряжаться (чего не было при вестготах). Но и многие вестготские аристократы принимали ислам. Наиболее известными из них были Бану Каси — семейство правителей Сарагосы, 880—917 гг. самостоятельное мятежное королевство на юго-востоке аль-Андалуса.
Часть населения, однако, оставалась христианами, в том числе представители знати. Но к X веку их потомки стали мусульманами, либо полностью арабизировались. Начиная с IX века, большинство христиан в аль-Андалусе стали «мосарабами» (от арабского «мустаараб» — арабизированный), которые усвоили язык и культуру арабов, а также многие из обычаев повседневного быта и образа жизни, хотя и продолжали дома пользоваться романским языком (романсе). Впрочем, на романсе иногда говорили даже при дворе халифов Кордовы. Этим языком довольно часто пользовались и кади в мечетях, особенно разговаривая с новообращёнными мусульманами. Следовательно, не только христиане, но и многие мусульмане аль-Андалуса на деле были двуязычные.
Великолепная блестящая культура, составившая славу страны аль-Андалус, формировалась как часть арабо-испанской цивилизации, с которой она была тесно связана единством языка, религии, хозяйственными и человеческими контактами.
Жители аль-Андалуса, называвшие Средиземное море «Сирийским», хорошо знали, что делалось в Сирии и Египте, в Дамаске, Багдаде и Каире, были знакомы с достижениями всего мира ислама, в том числе с трудами Ибн Сины (Авиценны), аль-Бируни, аль-Фараби. В то же время секрет быстрого взлёта культуры Аль-Андалуса заключался в объединении усилий арабов и берберов с творчеством представителей всех групп местного населения — мувалладов, мосарабов, иудеев (говоривших и писавших в аль-Андалусе по-арабски), потомков иберов, готов, греков и других. Все они внесли свой неповторимый вклад в создание культуры, которая продолжала процветать и после начавшегося на Ближнем Востоке с XII века упадка культуры Дамаска и Багдада.
Среди христиан аль-Андалуса были «бесчисленны те, которые умеют выражаться по-арабски в высшей степени изящно и сочиняют стихи на этом языке с большей красотой и искусством, чем сами арабы». Для мусульманского аль-Андалуса были характерны терпимость к иноверцам, к культурному обмену с ними. Христиане могли занимать любые должности и, постоянно общаясь с мусульманами в повседневной жизни, способствовали обогащению страны, большей гибкости управления ею — выявлению самых разнообразных талантов во всех областях хозяйства, науки, искусства и политики. В этом отношении страна Аль-Андалус не имела себе равных ни на западе, ни на востоке.

## Политико-административная организация

Провинции Андалусии

Автономное сообщество Андалусии было создано 28 февраля 1980 года, провозгласив в 1 статье Статута об автономии, что эта автономия оправдана исторической идентичностью и правом на самоуправление, которое Конституция Испании предоставляет каждому региону.
В октябре 2006 Конституционная комиссия Генеральных Кортесов приняла голосами PSOE, IU и PP новый Статут об автономии, который в своей преамбуле признаёт Андалусию «национальной реальностью» (исп. realidad nacional).
Согласно Королевскому декрету от 1833 года о Провинциальном делении, подготовленному Хавьером де Бургосом, Андалусия делится на восемь провинций, которые, в свою очередь, делятся на 770 муниципалитетов.
Положение андалусских комарок официально не урегулировано, но они признаются в качестве культурных областей.
| Провинция | Адм. центр | Население, чел. (2011) | Площадь, км² | Комарки | Кол-во муниципалитетов |
| --------- | ---------- | ---------------------- | ------------ | --- | ---------------------- |
| Альмерия  | Альмерия   | 702 286                | 8774         | Большая Альмерия, Альпухарра-Альмерьенсе, Лос-Филабрес-Табернас, Леванте-Альмерьенсе, Поньенте-Альмерьенсе, Валье-дель-Альмансора, Лос-Велес                                                     | 102                    |
| Кадис     | Кадис      | 1 243 344              | 7436         | Баия-де-Кадис, Кампиния-де-Херес, Коста-Нороэсте-де-Кадис, Сьерра-де-Кадис, Ла-Ханда, Кампо-де-Гибралтар                                                                                         | 44                     |
| Кордова   | Кордова    | 805 375                | 13 550       | Альто-Гвадалькивир, Валье-Медио-дель-Гвадалькивир, Валье-де-лос-Педрочес, Валье-дель-Гвадиято, Кампиния-Сур, Кампиния-де-Баэна, Кордова, Суббетика                                               | 75                     |
| Гранада   | Гранада    | 922 375                | 12 531       | Альпухарра-Гранадина, Альхама, Баса, Валье-де-Лекрин, Вега-де-Гранада, Гуадис, Коста-Тропикаль, Лос-Монтес, Лоха, Поненте-Гранадино, Рибера-Баха-дель-Хениль, Уэскар                             | 168                    |
| Уэльва    | Уэльва     | 521 220                | 10 148       | Андевало, Большая Уэльва, Коста-Оксиденталь, Куэнка-Минера, Сьерра-де-Уэльва, Эль-Кондадо | 79                     |
| Хаэн      | Хаэн       | 669 636                | 13 489       | Кампиния-де-Хаэн, Большой Хаэн, Ла-Лома, Лас-Вильяс, Сьерра-Махина, Сьерра-Морена, Сьерра-Сур, Сьерра-де-Касорла, Сьерра-де-Сегура, Эль-Кондадо-де-Хаэн                                          | 97                     |
| Малага    | Малага     | 1 624 145              | 7308         | Ахаркия-Коста-дель-Соль, Антекера, Валье-дель-Гуадалорсе, Гвадальтреба, Коста-дель-Соль-Оксиденталь, Малага-Коста-дель-Соль, Норориенталь-де-Малага, Серрания-де-Ронда, Сьерра-де-лас-Ниевес     | 100                    |
| Севилья   | Севилья    | 1 927 109              | 14 042       | Бахо-Гвадалькивир, Вега-дель-Гвадалькивир, Кампиния-де-Кармона, Кампиния-де-Морон-и-Марчена, Большая Севилья, Лос-Алькорес, Сьерра-Норте-де-Севилья, Сьерра-Сур-де-Севилья, Эль-Альхарафе, Эсиха | 105                    |

## Язык
В Андалусии говорят в основном на андалусском диалекте испанского языка, появившемся после кастильского завоевания мусульманской Андалусии. Эта лингвистическая модальность, обогащённая сильным влиянием арабского субстрата и местного романского языка (бетского мосарабского), а также собственной эволюцией в первые века своего существования, оказала наибольшее влияние на диалекты и лингвистические вариации испанского языка в Америке.

## Правительство и политика

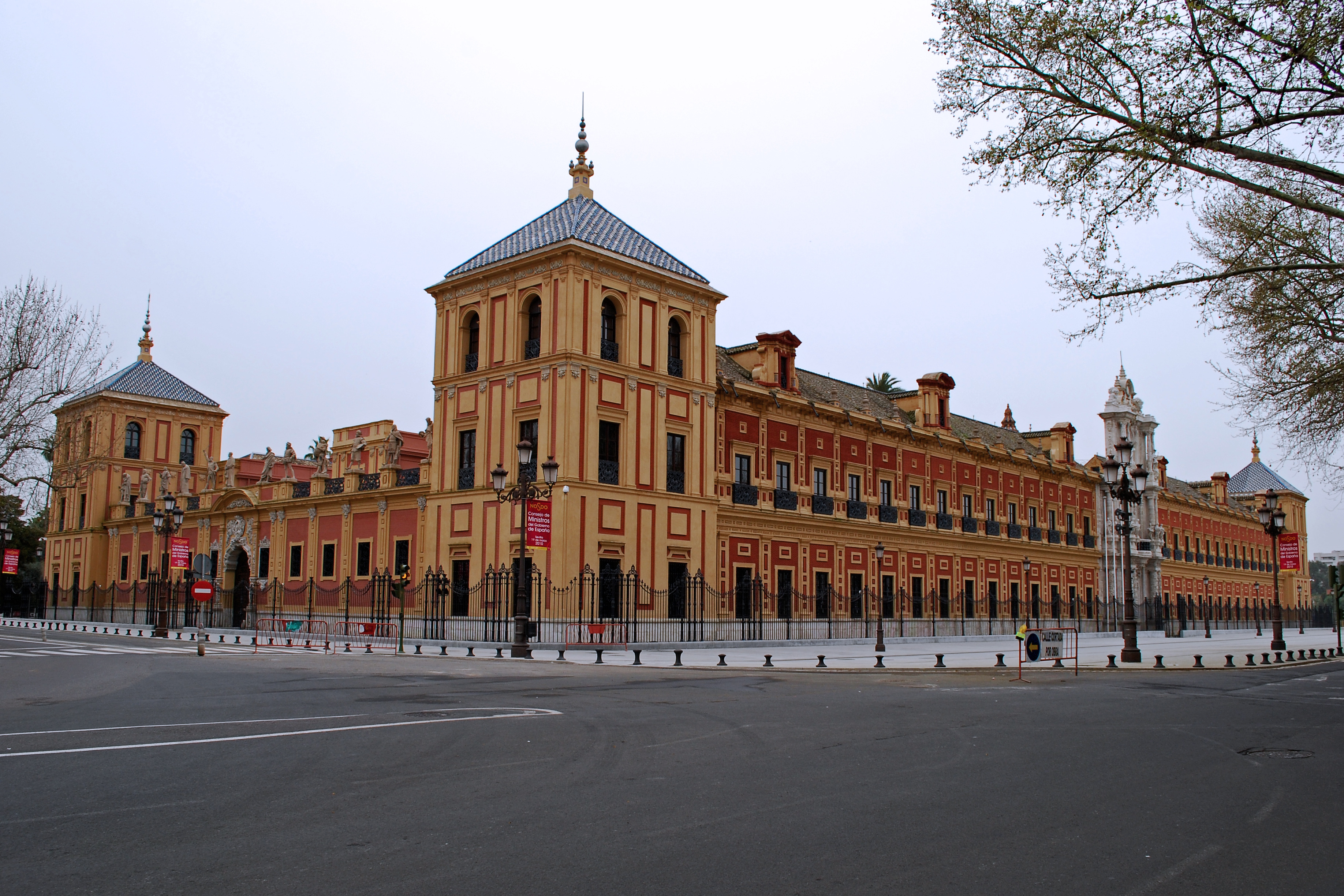
Дворец Сан-Тельмо — резиденция правительства Андалусии

Исполнительную власть на территории региона осуществляет Хунта (Собрание) Андалусии.
Партии, представленные в парламенте Андалусии:
- Испанская социалистическая рабочая партия − 33
- Народная партия − 26
- Вперёд, Андалусия − 17
- Гражданская партия − 21
- Вокс − 12

## Экономика

### Туризм
Расположение Андалусии на юге Иберийского полуострова делает её одним из самых жарких регионов Европы. Преобладание средиземноморского климата, благодаря которому в Андалусии большое количество солнечных дней в году, и наличие большого количества пляжей создаёт подходящие условия для развития туризма.

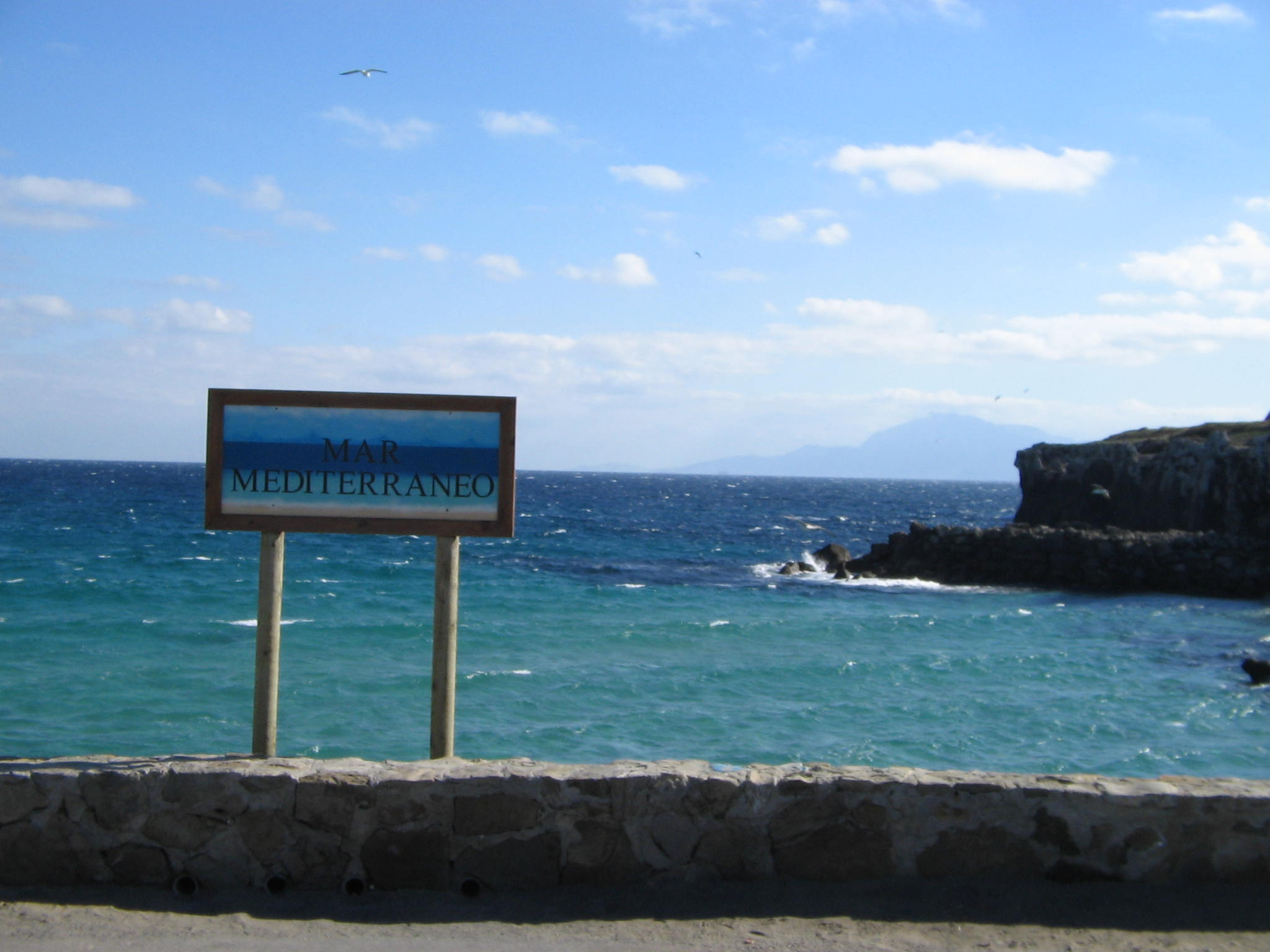
Выход в Средиземное море через Гибралтарский пролив

Наибольший наплыв туристов происходит в августе (13,26 % от всего числа туристов за год), в то время как в декабре количество туристов наименьшее — 5,36 %.
836 км береговой линии Андалусии омывается Атлантическим океаном на западе, где находится Коста-де-ла-Лус (исп. Costa de la Luz), и Средиземным морем на востоке, где находятся Коста-дель-Соль (исп. Costa del Sol), Коста-Тропикаль (исп. Costa Tropical) и Коста-де-Альмерия (исп. Costa de Almería). Всё побережье находится в хорошем состоянии, что подтверждают 84 голубых флага, гарантирующих его качество и безопасность.

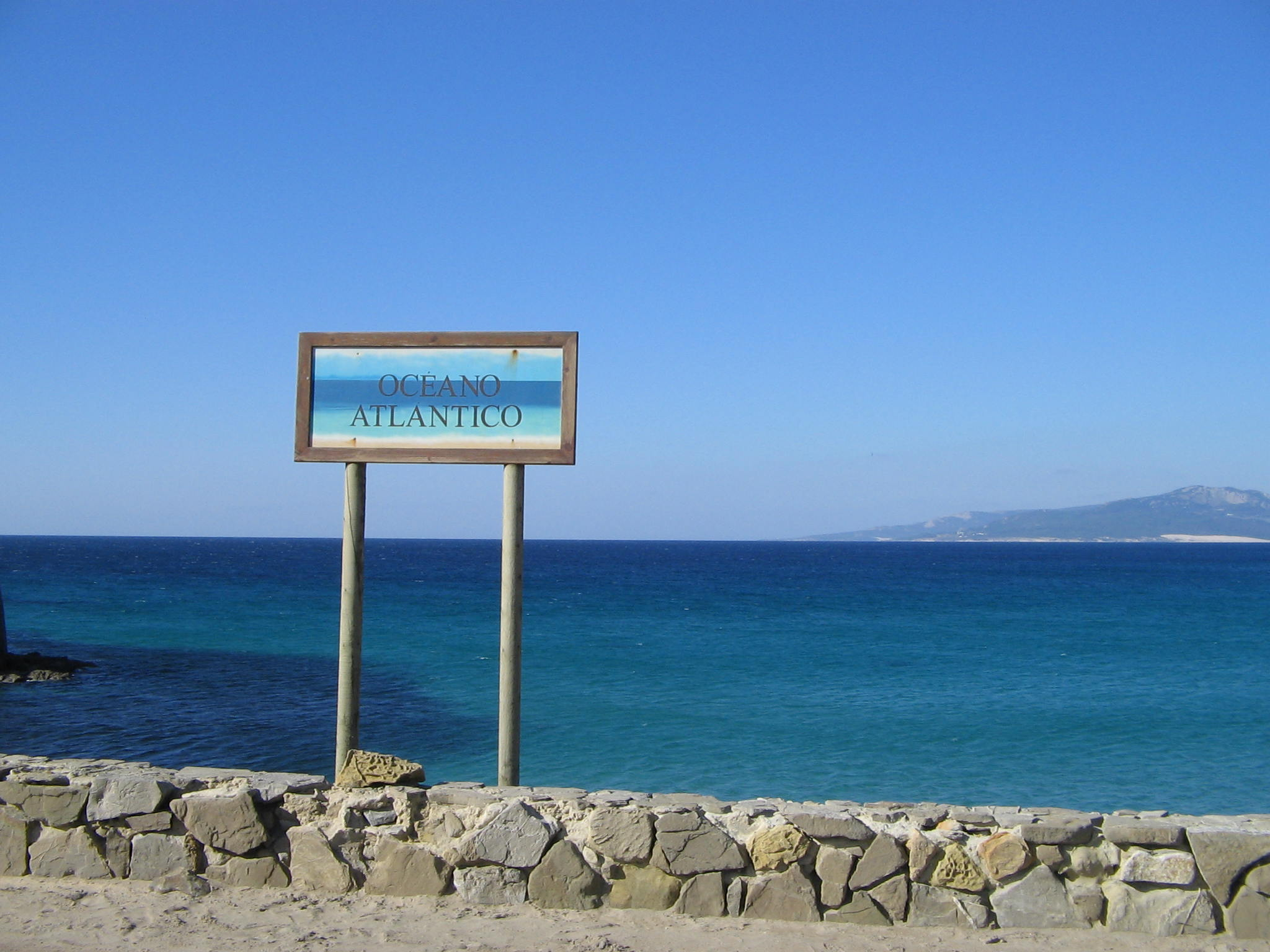
Выход в Атлантический океан через Гибралтарский пролив

Приверженцев культурного туризма в Андалусии привлекают такие известные сооружения, как Альгамбра (Гранада), Хиральда (Севилья) или Кордовская мечеть. Кроме того, здесь расположены многочисленные соборы, церкви, замки и крепости, монастыри, которые демонстрируют большое разнообразие архитектурных стилей (от мавританской архитектуры до ренессансной и барочной). Любителей археологии в Андалусии интересуют такие места, как Италика, древнеримский город, где родились императоры Траян и Адриан, или Медина-Асаара, город-дворец, построенный по приказу кордовского халифа Абд ар-Рахмана III.
Андалусия является родиной многих великих живописцев: Пикассо, Мурильо, Веласкеса. Это важное обстоятельство с туристической точки зрения, поскольку благодаря этому здесь были созданы такие институты как Фонд Пикассо в Малаге или Музей Пикассо и дом-музей Мурильо, все они предназначены дать представление о творчестве этих художников.

### Оливковое масло
В 2024 году Андалусия достигла «исторического рекорда» в экспорте оливкового масла, увеличив объемы на 39 % до 4,57 миллиардов евро. Регион обеспечивает 70 % всего испанского экспорта этого продукта. Лидером среди провинций является Севилья (2,28 миллиарда евро, 50 % андалусийского экспорта). Значительный рост наблюдался на международных рынках: в США (50 %, до 860 миллионов евро), Австралии (134 %, до 182 миллионов) и Китае (97 %, до 110 миллионов). Данный успех частично связан со снижением индекса потребительских цен на оливковое масло на 21,9 % в 2024 году.

### Уровень зарплат
В последнем квартале 2024 года средняя зарплата в Андалусии достигла 1.750 евро в месяц (до вычета налогов), что на 2,7 % выше показателя предыдущего года. Однако этот уровень отстаёт от среднего по Испании (1.987 евро), который вырос на 3,8 %. Разрыв между андалусийской и национальной средней зарплатой составляет 237 евро в месяц и увеличился на 12,3 % за год. Согласно докладу Adecco, Андалусия входит в число регионов с наименьшим ростом зарплат, занимая третье место снизу в национальном рейтинге, опережая только Канарские острова (1.668 евро) и Эстремадуру (1.641 евро).

### Инновации
К марту 2025 года в Андалусии сформировано 9 инновационных кластеров, объединяющих около 1300 компаний (преимущественно малых и средних предприятий) в стратегических секторах региональной экономики. Данные кластеры были аккредитованы после вступления в силу нового регионального законодательства в апреле 2024 года. Крупнейшим является технологический кластер OnTech Innovation (Гранада), насчитывающий более 700 членов, включая 635 компаний. Для аккредитации кластеры должны соответствовать строгим требованиям, включая представление минимум 0,75 % регионального ВВП в соответствующем секторе. В июле 2025 года планируется запуск программы «InnovAndalucía» с финансированием в 59 миллионов евро для поддержки этих инновационных объединений.

## Энергетика
В энергетическом секторе Андалусии наблюдается сильная зависимость от импортируемой нефти из-за нехватки ископаемых ресурсов, однако регион обладает значительным потенциалом для развития возобновляемых источников энергии. С 2007 года здесь функционирует первая в Европе термосолнечная электростанция PS10 в Санлукар-ла-Майор, созданная компанией Abengoa. Энергетическая инфраструктура региона включает 8 крупных тепловых электростанций, более 60 малых гидроэлектростанций, 2 ветропарка и 14 когенерационных тепловых электростанций. Управление энергетической политикой осуществляет Андалусское энергетическое агентство, созданное в 2005 году.
В 2025 году Amazon объявил о 17 новых проектах в области возобновляемой энергетики в Испании, включая пять солнечных электростанций в Андалусии мощностью 284 МВт. К 2024 году компания реализовала в Испании 94 солнечных и ветровых проекта общей мощностью 3,7 ГВт, способных обеспечить электроэнергией 2,3 миллиона домохозяйств. Крупнейший проект — солнечная электростанция мощностью 212 МВт в Саламанке, планируемая к запуску в 2025 году с инвестициями около 200 миллионов евро.
В 2024 году компания Naturgy увеличила производство возобновляемой энергии в Андалусии на 12 %, достигнув 520,3 ГВтч, а на национальном уровне рост составил более 11 % до 10.797 ГВтч. В Андалусии Naturgy к концу 2024 года управляла восемью возобновляемыми установками (пять ветровых и три фотоэлектрические), а по всему миру компания располагает 7,3 ГВт установленной мощности возобновляемой энергии.

## Культура

### Праздники
- 28 февраля, День Андалусии.
- Кадисский карнавал (исп. Carnaval de Cádiz) в феврале.
- Страстная неделя (Semana Santa).

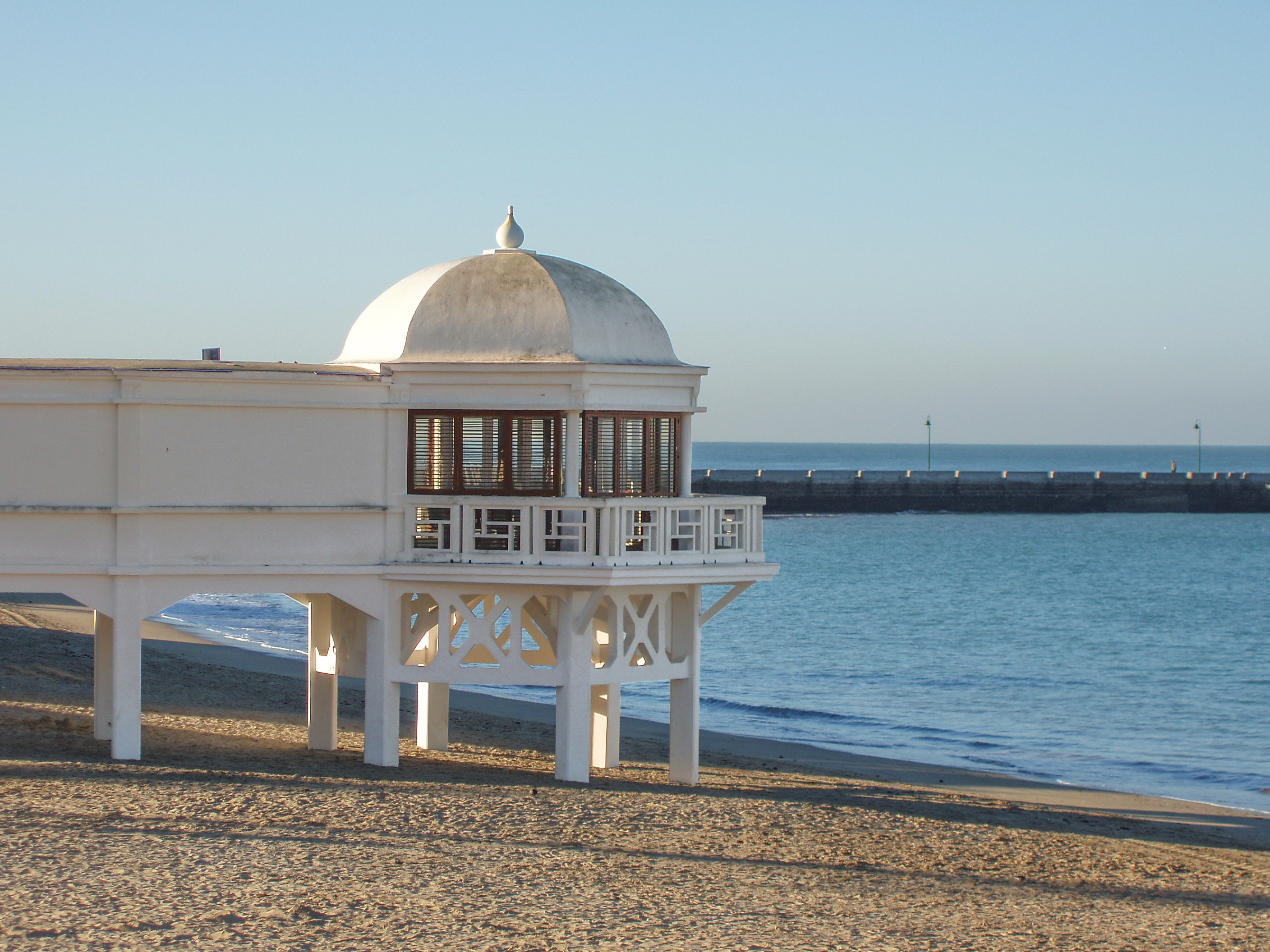
Водолечебница в Кадисе.

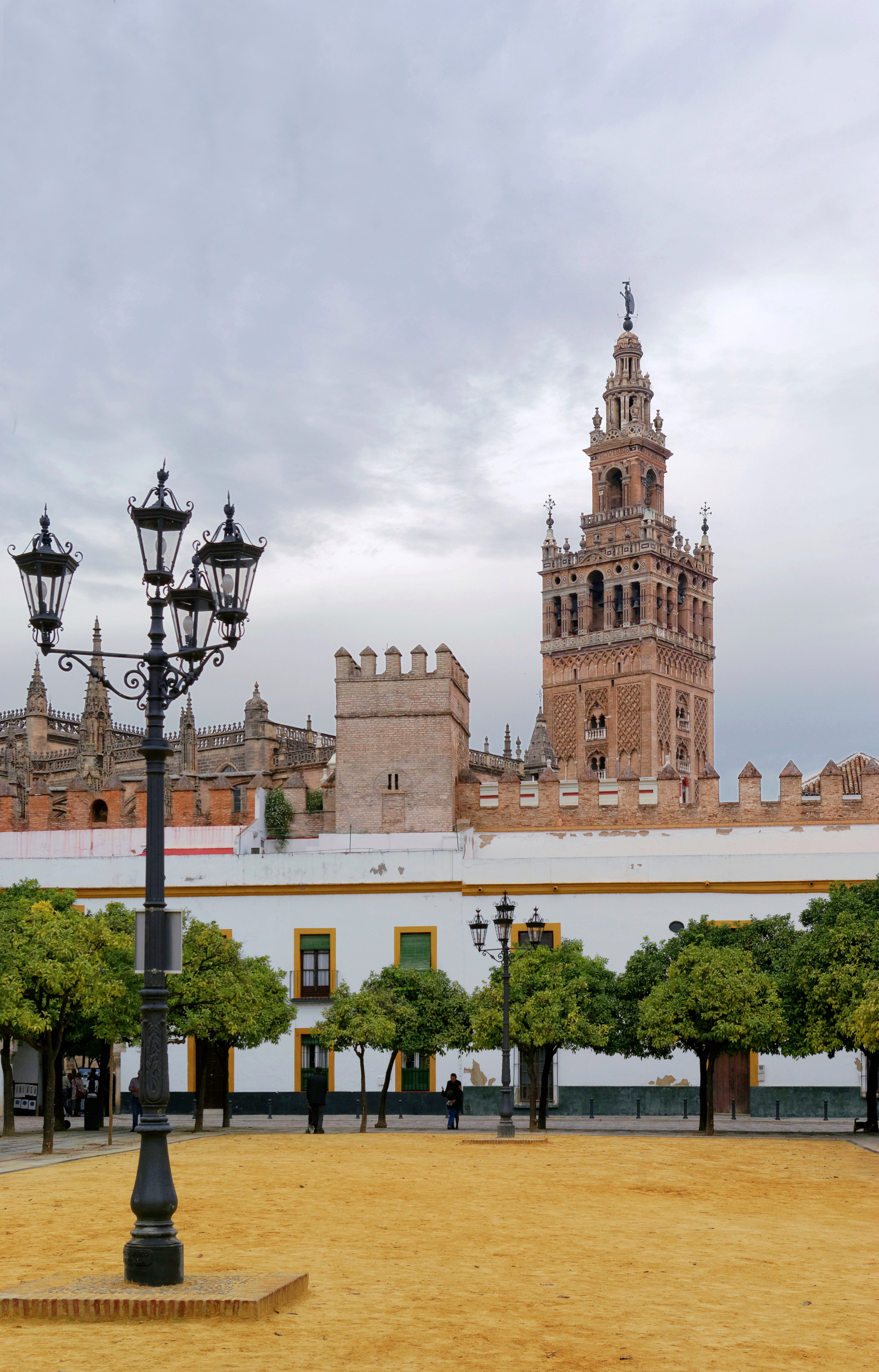
Хиральда (La Giralda), вид из Патио де Бандерас (Севилья).

- Апрельская ярмарка в Севилье (исп. Feria de Abril de Sevilla).
- Май, Праздник Богоматери де ла Салуд в Кордове (исп. Feria de Nuestra Señora de la Salud).
- Майские кресты (исп. Cruces de Mayo, посвящённый обретению креста) в Кордове и Гранаде.
- Праздник Тела Христова в Кордобе и Гранаде.
- Август, праздник Девы Марии дель Мар в Альмерии (исп. Feria de la Virgen del Mar).
- Август, Колумбовы праздники в Уэльве (исп. Fiestas Colombinas).
- Августовская ярмарка в Малаге (исп. Feria de Agosto).

### Некоторые достопримечательности
- Альбайсин (Albaicín)

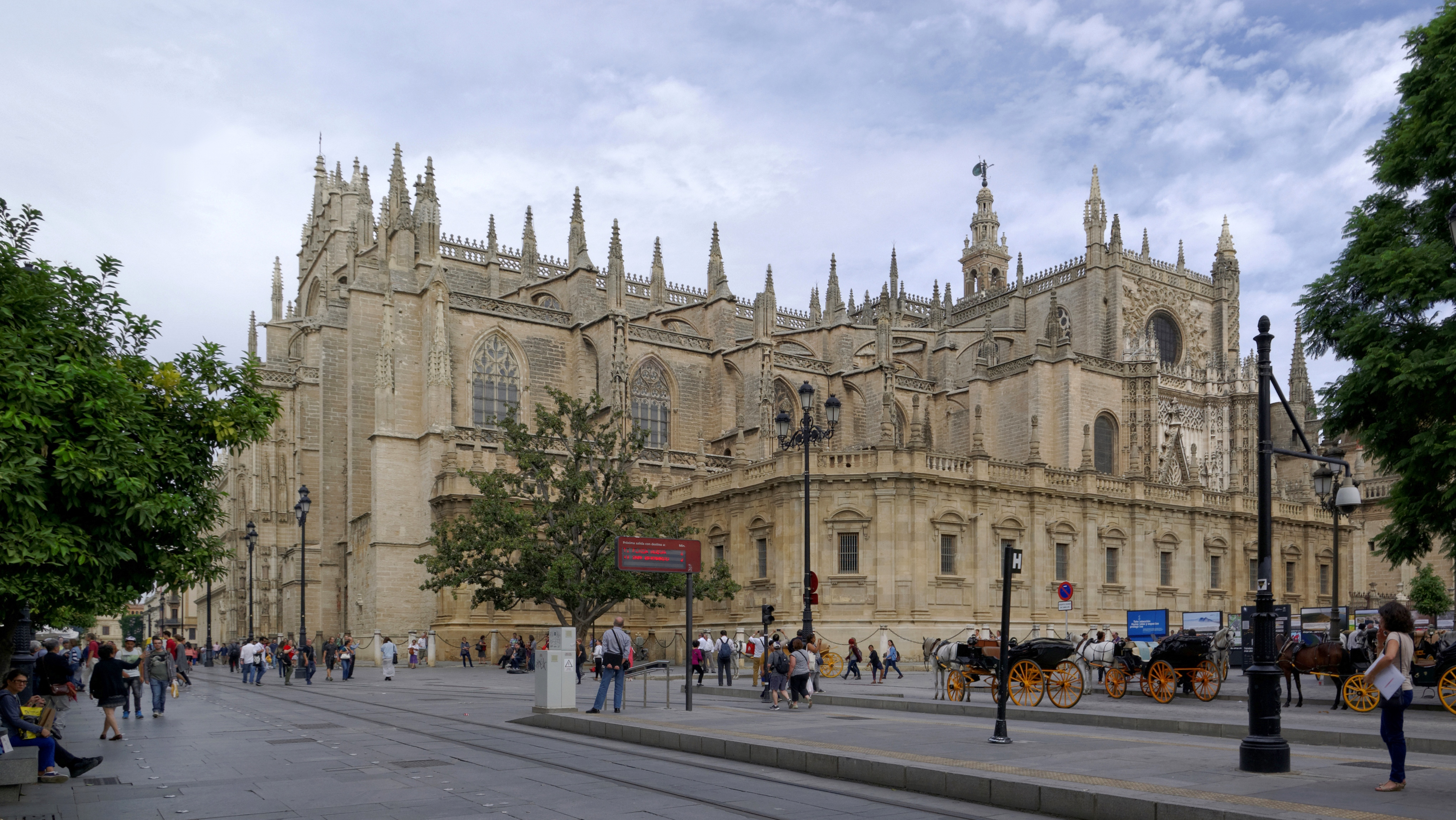
Севильский кафедральный собор

- Альгамбра (самый посещаемый монумент Испании)
- Альмуньекар (Almuñécar)
- Ботанический сад Консепсьон (Jardín Botánico La Concepción)
- Гибралтарский пролив
- Грасалема (Grazalema)
- Италика
- Коста-де-ла-Лус (Costa de la Luz)
- Коста-дель-Соль (Costa del Sol)
- Медина-Асаара (Medina Azahara)
- Кордовская соборная мечеть (Mezquita de Córdoba)
- Минас-де-Риотинто (Minas de Riotinto)
- Мыс Гата (Cabo de Gata)
- Пещера Нерха
- Ронда
- Хиральда (Giralda)
- Чипионский маяк (62,5 метров) — самый высокий маяк Испании и 20-й по высоте в мире.

## Средства массовой информации
Газеты и журналы
- Альмерия: Diario Ideal, La Voz de Almeria и Diario de Almería.
- Кадис: Diario de Cádiz и Diario de Jerez.
- Кордова: Diario Córdoba, El Día de Córdoba и ABC Córdoba.
- Гранада: Diario Ideal, Granada Hoy и La Opinión de Granada.
- Уэльва: Huelva Información и Odiel Información.
- Хаэн: Diario Ideal и Diario Jaén.
- Малага: Diario Sur, La Opinión de Málaga, Málaga Hoy и Diario Málaga Costa del Sol.
- Севилья: ABC, Correo de Andalucía и Diario de Sevilla.

На региональном уровне нет никаких газет или журналов и все попытки создать их потерпели неудачу (Diario de Andalucía — один из последних таких проектов), но общегосударственные издания, как El País, имеют отдельные листы, посвящённые Андалусии, или, как El Mundo, отдельные издания. ABC распространяет в Андалусии севильское издание.
Телевидение
В Андалусии есть две телевизионные сети, которые покрывают всю её территорию.
- Canal Sur начал вещание в День Андалусии 28 февраля 1989 года.
- Canal 2 Andalucía был создан 5 июня 1998 года. Его программа передач ориентирована на культуру, спорт и детские передачи.

Радио
В Андалусии три местных радиостанции, первой из них начала вещание Canal Sur Radio в конце 1988 года.